# Naples (Utah)
Naples és una població dels Estats Units a l'estat de Utah. Segons el cens del 2000 tenia 1.300 habitants.

## Demografia
Segons el cens del 2000, Naples tenia 1.300 habitants, 402 habitatges, i 344 famílies. La densitat de població era de 76,9 habitants per km².
Dels 402 habitatges en un 50,7% hi vivien nens de menys de 18 anys, en un 74,6% hi vivien parelles casades, en un 8,7% dones solteres, i en un 14,4% no eren unitats familiars. En l'11,7% dels habitatges hi vivien persones soles el 4,7% de les quals corresponia a persones de 65 anys o més que vivien soles. El nombre mitjà de persones vivint en cada habitatge era de 3,23 i el nombre mitjà de persones que vivien en cada família era de 3,53.
Per edats la població es repartia de la següent manera: un 38% tenia menys de 18 anys, un 7,4% entre 18 i 24, un 27,8% entre 25 i 44, un 18,4% de 45 a 60 i un 8,5% 65 anys o més.
L'edat mediana era de 29 anys. Per cada 100 dones de 18 o més anys hi havia 95,2 homes.
La renda mediana per habitatge era de 43.158 $ i la renda mediana per família de 47.500 $. Els homes tenien una renda mediana de 38.625 $ mentre que les dones 25.000 $. La renda per capita de la població era de 14.517 $. Entorn del 4,7% de les famílies i el 6,7% de la població estaven per davall del llindar de pobresa.

## Poblacions més properes
El següent diagrama mostra les poblacions més properes.